# Brad Ashford
Pour les articles homonymes, voir Ashford (homonymie).
John Bradley Ashford dit Brad Ashford, né le 10 novembre 1949 à Omaha (États-Unis) et mort le 19 avril 2022 dans la même ville, est un homme politique américain, représentant du Nebraska à la Chambre des représentants des États-Unis de 2015 à 2017.

## Biographie

### Jeunesse et carrière politique locale
Brad Ashford est originaire d'Omaha, dans le Nebraska. Il obtient son bachelor of arts à l'université Colgate dans l'État de New York et revient passer son juris doctor à l'université Creighton d'Omaha.
Inscrit sur les listes électorales en tant que républicain, il rejoint le Parti démocrate lors de la campagne de Bob Kerrey au poste de gouverneur en 1983. En 1986, il est élu à la législature du Nebraska face à l'ancien maire d'Omaha Robert Cunningham. Il y siège de 1987 à 1994. Il retourne au Parti républicain en 1988 et tente en 1994 d'obtenir la nomination républicaine pour la Chambre des représentants des États-Unis, sans succès. Il siège à nouveau à l'assemblée du Nebraska à partir de 2007. Il y préside le comité judiciaire,.
En 2013, il se présente en tant qu'indépendant à l'élection du maire d'Omaha. Il reçoit le soutien de l'ancien maire démocrate Mike Fahey. Il n'arrive cependant qu'en quatrième position de la primaire non partisane avec 13,22 % des suffrages.

### Représentant des États-Unis
Lors des élections de 2014, Brad Ashford est candidat à la Chambre des représentants dans le 2e district du Nebraska, qui comprend Omaha et sa banlieue, sous l'étiquette démocrate. Le représentant sortant, Lee Terry (en), est vu comme vulnérable : il n'est réélu qu'avec 51 % des voix en 2012 et en octobre 2013, après avoir poussé à l'arrêt des activités gouvernementales, il avoue qu'il recevra évidemment sa paye — contrairement aux employés fédéraux — car il a une « belle maison » à payer et un enfant à l'université. Le républicain ne remporte d'ailleurs la primaire républicaine que de justesse,. Ashford fait campagne en promettant de dépasser les clivages politiques et les démocrates attaquent Terry sur ses propos après le shutdown. Ashford est accusé par son adversaire d'être laxiste face aux criminels, il est en faveur d'une loi en vigueur dans l'État qui réduit la peine de prison d'une journée pour chaque jour de bonne conduite. Les républicains diffusent une publicité dans laquelle la photographie de Nikko Jenkins, qui a tué quatre personnes après être sorti de prison, est accolée à celle d'Ashford. La publicité fait scandale et l'ancien président du Comité national républicain Michael Steele va jusqu'à la qualifier de « raciste ». Après la diffusion de la publicité, un sondage donne Ashford gagnant. L'élection est l'une des plus serrées du pays mais le démocrate l'emporte avec 48,9 % des voix contre 45,6 % pour Terry. Mitt Romney avait pourtant remporté le district avec une avance de sept points en 2012. Avec Gwen Graham, il est l'un des deux seuls démocrates à battre un représentant républicain sortant lors de ces élections.
Il est candidat à un nouveau mandat en 2016. L'élection est vue comme l'une des plus compétitives des États-Unis. Lors des primaires républicaines, les démocrates diffusent des publicités en faveur d'un candidat du Tea Party espérant qu'il affronte Ashford en novembre. C'est cependant l'ancien général Don Bacon, soutenu par l'establishment républicain qui l'emporte. Ashford est toutefois l'un des rares démocrates soutenus par la Chambre de commerce des États-Unis. Il est finalement battu par Bacon le 8 novembre. S'il domine le comté de Douglas de 6 600 voix, il est distancé de 12 200 bulletins dans le comté de Sarpy. Le même jour, Donald Trump remporte le district avec une avance deux fois plus confortable que Bacon.
Brad Ashford tente de récupérer son siège lors des élections de 2018. Durant la primaire démocrate, il affronte Kara Eastman située à la gauche du Parti démocrate. Malgré des ressources financières plus importantes et le soutien des dirigeants du parti, Ashford est battu par Eastman qui le devance d'un peu plus de mille voix.

### Vie privée
Brad Ashford est marié avec Ann Ashford, ils ont ensemble trois enfants et vivent à Omaha.

## Positions politiques
Longtemps élu du Parti républicain, Brad Ashford est un démocrate modéré voire conservateur. Au Congrès, il vote généralement avec les démocrates sur les questions de société (comme l'immigration et l'avortement), mais avec les républicains sur les questions économiques.